# Borovice u Nechanic
Borovice u Nechanic byla borovice lesní (Pinus sylvestris) rostoucí u křižovatky lesních cest v Tomáškově lese (cesty ze Starých Nechanic do Zvíkova a z Prasku do Stýskalu) asi 2,5 km jihozápadně od městečka Nechanice v okrese Hradec Králové, v katastrálním území Staré Nechanice. V lednu roku 2007 padla za oběť silnému větru, pravděpodobně při bouři Kyrill.
Borovici se v minulosti říkalo také Borovice u obrázku, pravděpodobně proto, že na kmeni byl zavěšen svatý obrázek.
V době zániku byla borovice zdravá, vysoká asi 15 m, stará přes 150 let.